# Ljubov Viktorovna Kurkina
Ljubov Viktorovna Kurkina (rusko Любовь Викторовна Куркина), ruska jezikoslovka etimologinja in leksikografinja, * 17. februar 1937, Moskva.
Kurkina je znanstvena svetnica na Oddelku za etimologijo in onomastiko Inštituta za ruski jezik V. Vinogradova Ruske akademije znanosti v Moskvi. 18. junija 2015 je bila izvoljena za dopisno članico Slovenske akademije znanosti in umetnosti.